# Tubulicium vermiculare
Tubulicium vermiculare är en svampart som först beskrevs av Elsie Maud Wakefield, och fick sitt nu gällande namn av Boidin & Gilles 1986. Tubulicium vermiculare ingår i släktet Tubulicium och familjen Hydnodontaceae.   Inga underarter finns listade i Catalogue of Life.